# Cedilla cedilla
Cedilla cedilla är en stekelart som beskrevs av Donald L.J. Quicke 1990. Cedilla cedilla ingår i släktet Cedilla och familjen bracksteklar. Inga underarter finns listade.